# Psychotria lopezii
Psychotria lopezii là một loài thực vật có hoa trong họ Thiến thảo. Loài này được Acuña & Roíg miêu tả khoa học đầu tiên năm 1962.